# Уилсон, Рэй (музыкант)
Рэймонд Уилсон (8 сентября 1968, Дамфрис, Шотландия) — шотландский музыкант и автор песен, наиболее известный как вокалист пост-гранж группы Stiltskin, и в Genesis с 1996 по 1998 год.

## Биография

### Guaranteed Pure и Stiltskin
Уилсон начинал в группе Guaranteed Pure в 1990-е годы, в которую кроме него входили Пол Холмс (клавишные), Стив Уилсон (гитара), Джон Хеймс (бас) и Крис Кавана (ударные). Они выпустили альбом Swing Your Bag, заглавный трек которого был включен в альбом-компиляцию на лейбле Fish под названием The Funny Farm Project : Outpatients '93. Затем он присоединился к группе Stiltskin; они выпустили один альбом с хитом № 1 в Великобритании «Inside».

### Genesis
Уилсон присоединился к Genesis как вокалист после того, как Фил Коллинз официально объявил о своём уходе в марте 1996 года. Членам-основателям Genesis Тони Бэнксу и Майку Резерфорду был передан компакт-диск Stiltskin альбом «The Mind’s Eye» от руководителей Virgin Records. Они были поражены вокальными способностями Уилсона и поручили их менеджеру, Тони Смиту, обратиться к нему с предположением о прослушивании. Уилсон был объявлен новым вокалистом Genesis в июне 1997 года.
Их единственный альбом с Уилсоном «…Calling All Stations…» был выпущен в сентябре и вошёл в десятку по всему миру за исключением США, где он достиг №54 на альбомном чарте Billboard-200. Альбом был переиздан в 2007 году.
Genesis совершили поездку по Европе зимой 1997—весной 1998 гг., но американские концерты были отменены из-за низких продаж билетов. Группа взяла расширенную паузу после коммерческого провала альбома.
В мае 2001 года, во время интервью с Дэйвом Негрином на сайте WorldofGenesis.com Уилсон сказал:

Они, в общем, позвонили мне и сказали: «Рэй, мы не продолжаем». Я никогда не чувствовал, что я был вне группы как таковой; просто группа больше не существует (смеется). Когда я услышал это, это было сразу после тура The Cut, примерно полтора года назад. Я прочитал некоторые статьи, в которых говорилось, что меня уволили и всё такое, но, справедливости ради, они не позвонили и не сказали мне: «Рэй, ты уволен. Мы продолжим, и мы собираемся найти какого-нибудь другого певца». Или «мы собираемся продолжать, и Фил вернулся». Ничего подобного не было. Они просто сказали: «Мы решили не продолжать, потому что рынок не хочет нас». Я думаю, они не хотели полностью закрыть дверь для возможности когда-нибудь сделать что-нибудь ещё.
Оригинальный текст (англ.)They basically phoned me up and said, "Ray, we're not continuing." I've never really felt that I was out of the band as such; it's just that the band doesn't exist any more (laughs). When I heard that, it was just after the Cut tour, about a year and a half ago. I've read some articles saying that I was fired and stuff, but to be fair to them, they didn't phone me up and say, "Ray, you're fired. We're going to carry on and we're going to get somebody else to sing." Or, "We're going to carry on and get Phil back." There was never any of that. They just said, "We've decided not to continue because the market doesn't want us." I think they didn't want to completely close the door to ever doing anything again.

В интервью, данном в апреле 2007 года, Уилсон выразил отвращение к тому, как была осуществлена его отставка из группы, сказав «это было как смерть от тишины». К тому же он сказал, что жалеет о времени, потраченном на группу, когда он чувствовал себя некомфортно, как «рабочий класс» рядом с богачами Бэнксом и Резерфордом. Он также сообщил, что один из ассистентов Коллинза рассказывал ему, что Коллинз «был разочарован, что группа продолжает работу».

### Сольное творчество
Уилсон после Genesis занялся сольным творчеством и выпустил альбом Millionairhead с сольным проектом под названием Cut_. В 2003 году он выпустил сольный альбом под своим собственным именем под названием Change. В следующем году он выпустил ещё один студийный альбом под названием The Next Best Thing, который включал ещё одну кавер «Inside».
В 2006 году Уилсон возрождает Stiltskin, но уже с другими музыкантками (из прошлых составов в новую группу вошёл лишь сессионный клавишник) и выпускает альбом She. В 2007 году вышло Stiltskin Live CD с участием (среди прочих) 8 из 12 песен с She. Это живой компакт-диск был записан 25 октября 2006 года в Harmonie, Бонн, Германия.
В 2013 году Уилсон присоединился к Стиву Хэкетту во время его турне Genesis Revisited II в качестве приглашённого вокалиста. Его голос звучит в специальном издании альбома «Genesis Revisited II» на треке «The Carpet Crawlers». Впервые с 1998 года, как Рэй работал с Genesis, он не выступал как член группы.